# Megacollybia
Megacollybia Kotl. & Pouzar (pieniążnica) – rodzaj grzybów z rodziny twardzioszkowatych (Marasmiaceae). W Polsce występuje jeden gatunek.

## Systematyka i nazewnictwo
Pozycja w klasyfikacji według Index Fungorum: Marasmiaceae, Agaricales, Agaricomycetidae, Agaricomycetes, Agaricomycotina, Basidiomycota, Fungi.
Polską nazwę nadał Władysław Wojewoda w 1987 r. W polskim piśmiennictwie mykologicznym należące do tego rodzaju gatunki opisywane były także jako bedłka, pieniążek i monetka.
Gatunki:
- Megacollybia clitocyboidea R.H. Petersen, Takehashi & Nagas. 2008
- Megacollybia fallax (A.H. Sm.) R.H. Petersen & J.L. Mata 2008
- Megacollybia fusca J.L. Mata, Aime & T.W. Henkel 2008
- Megacollybia marginata R.H. Petersen, O.V. Morozova & J.L. Mata 2008
- Megacollybia platyphylla (Pers.) Kotl. & Pouzar 1972 – pieniążnica szerokoblaszkowa
- Megacollybia rimosa V.R.M. Coimbra & F. Wartchow 2013
- Megacollybia rodmanii R.H. Petersen, K.W. Hughes & Lickey 2008
- Megacollybia subfurfuracea R.H. Petersen 2008
- Megacollybia texensis R.H. Petersen & D.P. Lewis 2008

Nazwy naukowe na podstawie Index Fungorum. Nazwy polskie według Władysława Wojewody.